# فيرنر نوفاك
فيرنر نوفاك (بالألمانية: Werner Novak)‏ هو لاعب كرة قدم ألماني، ولد في 31 يوليو 1951 في Hersfeld-Rotenburg ‏ في ألمانيا. لعب مع تنس بوروسيا برلين ونادي هسن كاسل.

## وصلات خارجية
- فيرنر نوفاك على موقع قاعدة بيانات كرة القدم.إي يو (الإنجليزية)
- فيرنر نوفاك على موقع بيانات كرة القدم. دي إي (الألمانية)
- فيرنر نوفاك على موقع عالم كرة القدم.نت (الإنجليزية)